# Tadzjikistan
Tadzjikistan (uitspraak: [taˈdʒikiˌstɑn]; Tadzjieks: Тоҷикистон, Tojikiston, Russisch: Таджикистан), officieel de Republiek Tadzjikistan (Tadzjieks: Ҷумҳурии Тоҷикистон, Djoemchoerii Todjikiston, Russisch: Республика Таджикистан, Respoeblika Tadjikistan), is een land in Centraal-Azië dat grenst aan Oezbekistan, Kirgizië, Volksrepubliek China en Afghanistan. Tot 1991 maakte het deel uit van de Sovjet-Unie.

## Geografie
Tadzjikistan is een zeer bergachtig land, dat voor de helft op een hoogte van meer dan 3000 meter ligt. Het oosten van het land ligt in de Pamir, een hooggebergte waartoe ook de berg Ismail Samanipiek behoort, ooit de hoogste berg van de Sovjet-Unie. Andere bergen in dit gebied zijn de Onafhankelijkheidsberg en de Avicennaberg. Dit zeer dunbevolkte gebied, Badachsjan, geniet een autonome status en wordt bewoond door vele kleine volken.
De hoofdstad Doesjanbe ligt in het westen van het land aan de voet van het Hisorgebergte, dat het stroomgebied van de Amu Darja scheidt van dat van de Syr Darja. Bijna geheel Tadzjikistan watert af op de Amu Darja, die samen met haar bronrivier de Pandzj de grens met Afghanistan vormt.
Een smalle corridor verbindt West-Tadzjikistan met het noorden van de regio Sogdië, die een gedeelte van de dichtbevolkte Vallei van Fergana beslaat. In dit gebied ligt aan de Syr Darja de tweede stad van het land, Choedzjand.
Tadzjikistan beschikt over enkele exclaves, waarvan Voroech (Ворух) in Kirgizië de grootste is.

### Klimaat
Tadzjikistan kent een gematigd landklimaat dat in de berggebieden overgaat in een koel landklimaat en op de hoogste bergtoppen een hooggebergteklimaat. In het uiterste oosten zijn er kleine regio’s met een koud steppeklimaat en de laaggelegen gebieden in het westen kennen een warm mediterraan klimaat. In Doesjanbe is de gemiddelde minimumtemperatuur in januari min 2 graden en de gemiddelde maximumtemperatuur in juli 35 graden.
Het voorjaar is het natste seizoen in Tadzjikistan, in de maanden maart en april valt er geregeld meer dan 100 millimeter neerslag per maand. Vanaf de tweede helft van mei is het weer veel droger, in juli en augustus is de neerslag vrijwel nihil. Vanaf september neemt de neerslag weer toe, in de winter geregeld in de vorm van sneeuw.

## Bevolking
Het inwoneraantal bedroeg 10.389.799 in 2023.
De meerderheid van de inwoners bestaat uit etnische Tadzjieken. De Oezbeken vormen in Tadzjikistan een grote minderheid, nog voor de Russen, die in groten getale het land verlieten tijdens de burgeroorlog.

### Taal
Hun taal is het Tadzjieks, een variant van het Perzisch, dat ook de officiële taal van Iran en Afghanistan is. Het Tadzjieks wordt sinds 1940 met het cyrillische alfabet geschreven (voor 1928 was dat in het Arabische alfabet en van 1928 tot 1940 het Latijnse alfabet). Het Perzisch behoort tot de Indo-Europese taalfamilie. Het Russisch wordt gebruikt in de administratie en de zakenwereld.

### Religie
De Tadzjieken zijn, net zoals de Oezbeken en de Kirgiezen, van oorsprong voor het merendeel soennitische moslims. De islam bereikte het gebied in de 7e eeuw. Onder het Sovjetregime (1921-1991) werd elke vorm van religie streng aan banden gelegd. Moskeeën werden gesloten en de godsdienst mocht alleen worden gepraktiseerd op door de staat aangewezen plaatsen. De Tadzjiekse moslims bleven hun geloof praktiseren tijdens geheime diensten en bijeenkomsten. Sinds Tadzjikistan in 1991 onafhankelijk werd, kunnen moslims weer openlijk naar de moskee gaan.
De Katholieke Kerk heeft in Tadzjikistan een missio sui iuris. De Russisch-orthodoxe Kerk en Joodse synagoge zijn er ook aanwezig.

## Bestuurlijke indeling
Tadzjikistan is verdeeld in vijf landsdelen:
1. Soeghd (provincie)
2. Nohijahoi tobei dzjoemhoeri (districten onder jurisdictie van de republiek)
3. Chatlon (provincie)
4. Gorno-Badachsjan (autonome provincie)
5. Doesjanbe (hoofdstad)

## Geschiedenis
Tadzjikistan maakte lange tijd deel uit van het Oud-Perzische Rijk en later ook van het rijk van de Perzische Samaniden-dynastie.
Het door de Tadzjieken bewoonde gebied had sinds de 2e eeuw v.Chr. herhaaldelijk te lijden van invallen van Perzen en Turken. De islam bereikte het gebied in de 7e eeuw. Het gebied werd in de tweede helft van de 19e eeuw door de Russen onderworpen.
Tadzjikistan werd in 1925 als ASSR van Oezbekistan opgericht door samenvoeging van de door Tadzjieken bevolkte delen van het kanaat Bochara en het gouvernement-generaal Turkestan. Op 5 december 1929 werd Tadzjikistan een aparte Sovjetrepubliek (Tadzjiekse SSR).
In september 1991 werd Tadzjikistan onafhankelijk. Na een kort interim van Kadreddin Aslonov als president, werd de communist Rahmon Nabijev president. Nabijev (gestorven in 1993) werd in 1992 opgevolgd door Emomalii Rachmon, een voormalige kolchoz-directeur.
Na de onafhankelijkheid brak direct een burgeroorlog uit tussen islamisten en de regering onder Emomalii Rachmon. 
De Verenigde Naties brachten in 1997 vrede tot stand. De islamisten werden opgenomen in de regering, maar niet voor lang. De ex-communisten werkten successievelijk alle concurrenten de regering uit. De toegestane oppositie boycot sindsdien de verkiezingen. 

## Economie
De belangrijke inkomsten uit buitenlandse handel zijn de export van katoen en aluminium (uit Toersoenzoda), en in beperktere mate zilver, goud, uranium en wolfraam. De belangrijkste economische sectoren zijn de landbouw (katoen, groenten, granen), tuinbouw en veeteelt (wol, zuivelproducten, vlees). Er is ca. 700.000 ha geïrrigeerd land. Van belang zijn daarnaast de teelt van fruit (abrikozen, vijgen, olijven) en suikerriet in het zuiden en eucalyptus en geraniums (parfumindustrie), jute, rijst en gierst. De teelt van granen in de hoger gelegen gebieden is gebaseerd op speciaal aan de klimatologische omstandigheden aangepaste soorten. Zeer belangrijk is ten slotte de veeteelt (gissar- en karakoelschapen).
De productie van en de handel in drugs namen in de jaren 1990 sterk toe, vooral in de bergachtige gebieden in het zuiden.
De van oudsher kleinschalige industrie is in de loop van de 20e eeuw omgevormd tot grote industriële staatsondernemingen; de belangrijkste takken zijn machinebouw, elektrotechniek en verwerking van agrarische producten (productie van voedsel, textiel, kleding en zijde). De mijnbouw omvat winning van bruinkool, lood, zink en aardolie en aardgas (noordelijk Tadzjikistan); voorts worden o.m. uranium, radium, asbest, mica, corundum, lapis lazuli, kaliumzouten en zwavel gewonnen. Veel rivieren worden gebruikt voor de opwekking van hydro-elektriciteit (Varzob-station, 1954; Kajrak-Koem Syr Darja, 1957). De economie is echter als gevolg van de burgeroorlog die het land van 1992 tot 1998 teisterde, danig in het ongerede geraakt.
In 2000 groeiden de landbouw en veeteelt met 12,4%. Uiteraard maakt dit het land zeer gevoelig voor de wisselkoersen van de goederen in die sectoren. De economie verzwakte na zes jaar burgeroorlog, en het verlies van financiële steun vanuit Moskou. Het land is nog steeds afhankelijk van hulp vanuit Rusland en hulp vanuit humanitaire organisaties: in 2001 was er hongersnood en zocht het Rode Kruis hulp voor de regio.
De werkloosheid is 20%. Veel Tadzjieken werken onder slechte condities in het buitenland om toch het gezin te kunnen onderhouden.
Export - 1,6 miljard $ (2008): Turkije 26,5%, Rusland 8,6%, Iran 6,6% en China 5,7%
Import - 3,7 miljard $ (2008): Rusland 32,3%, China 11,9% en Kazachstan 8,8%

### Verkeer
Het wegennet heeft een totale lengte van 29.600 km (18.300 km verhard); het spoorwegennet meet vanwege het bergachtige gebied slechts 480 km.

### Armoede
Tadzjikistan is het armste land van de voormalige Sovjet-Unie, en een van de armste landen ter wereld. Volgens het Ontwikkelingsprogramma van de Verenigde Naties leeft in Tadzjikistan 44,4% van de bevolking onder de armoedegrens.

## Cultuur
Tadzjikistan heeft een oude cultuur met vele tradities. Het land heeft een lange tijd deel uitgemaakt van het Oud-Perzische rijk. Later kwam de Perzische Samaniden-dynastie. Deze dynastie wordt door de (aan de Perzen verwante) Tadzjieken gezien als de grondleggers van hun land Tadzjikistan. In 1999 werd de 1100e verjaardag van de Samaniden-dynastie en de 8e verjaardag van de onafhankelijkheid gevierd. Muziek en dans spelen een belangrijke rol in de Tadzjiekse cultuur. Expressieve gezichten en handgebaren, bewegingen en duizelingwekkende rotaties kenmerken de dansen van Centraal-Azië.

## Mensenrechten
Op basis van aanbevelingen vanuit de VN-Mensenrechtenraad heeft het Tadzjiekse Lagerhuis eind juni 2022 ingestemd met een wetsontwerp dat alle vormen van discriminatie zou verbieden. De tekst van dit wetsontwerp is echter (nog) niet bekendgemaakt.

## Sport
Populaire sporten in Tadzjikistan zijn: voetbal, taekwondo, boksen, gevechtssporten, judo, schaken, tafeltennis, volleybal, worstelen, atletiek, mountainbike, skiën en roeien.